# Ramiro Artieda
Ramiro Artieda (4 de septiembre de 1889 - 3 de julio de 1939), también conocido como Alberto González, fue un actor y asesino en serie boliviano.

## Crímenes
La primera víctima de Ramiro Artieda fue su hermano Luis Artieda. Lo mató a principios de la década de 1920 cuando se convirtió en el único heredero de la fortuna y la propiedad de su familia y pudo ofrecerle a su prometida un nivel de vida más alto.  Aunque se sospechaba que él era el responsable, no se pudo probar al principio. Su prometida lo dejó por eso. 
Luego Artieda emigró a Estados Unidos y se hizo actor. A fines de la década regresó a Bolivia y mató a siete mujeres jóvenes en los departamentos de Chuquisaca, Cochabamba, Oruro, La Paz y Tarija, hasta fines de 1938. Su primera víctima fue Margarita Ríos cuyo cuerpo fue encontrado en un edificio abandonado en Cochabamba. Del mismo modo el de Luisita Toranza en Oruro. En la ciudad de La Paz Rosalina Villavicencio fue asesinada después de ser atraída a un apartamento por Artieda que decía ser un ejecutivo de una compañía de cine. Teresa Ardiales fue asesinada en Villa Montes sobre el rio Pilcomayo en Tarija. Su siguiente víctima sería María Pérez a la cual Artieda engaño haciendo pasar por profesor y luego asesinarla en Sucre. Para matar a Mariana Aramayo se haría pasar por un monje y su cuerpo sería encontrado detrás de un altar. Su última víctima mortal Julia Cáceres fue estrangulada por Artieda quien se hizo pasar por vendedor ambulante, su cuerpo apareció en una casa abandonada el 4 de diciembre de 1938.
Todas las víctimas tenían alrededor de 18 años al momento de su muerte y eran similares a su ex prometida.

## Captura y ejecución
Tras la fuga de una joven que se salvó de ser su última víctima el 9 de mayo de 1939, Artieda fue detenido en su casa de Cochabamba, que tenía alquilada con el nombre de Alberto González. Hizo una confesión completa de ocho páginas, fue declarado culpable en todos los casos, condenado a muerte y ejecutado el 3 de julio de 1939 en el patio de la prisión de Cochabamba por un pelotón de fusilamiento.